# Тийм Уелингтън
„Тийм Уелингтън“ е футболен отбор от град Уелингтън, столицата на , Нова Зеландия.
Тимът се състезава в Новозеландския футболен шампионат още от неговото създаване през 2004 г. Най-доброто постижение е постигнато през сезон 2007-08 - финал в първенството, загубен от Уейтъкири Юнайтед с 0:2. През същия сезон е постигната и най-голямата победа- 8-0 срещу Йънг Харт Манауату. Най-тежкото поражение е 0-6 срещу Уайкато ФК през сезон 2005- 06.
В настоящия състав на Тийм Уелингтън има предимно новозеландски играчи, сред които и националът Андрю Барън. Единствените чужденци са по играч от Коста Рика, Шотландия и Чили.